# Comunica2

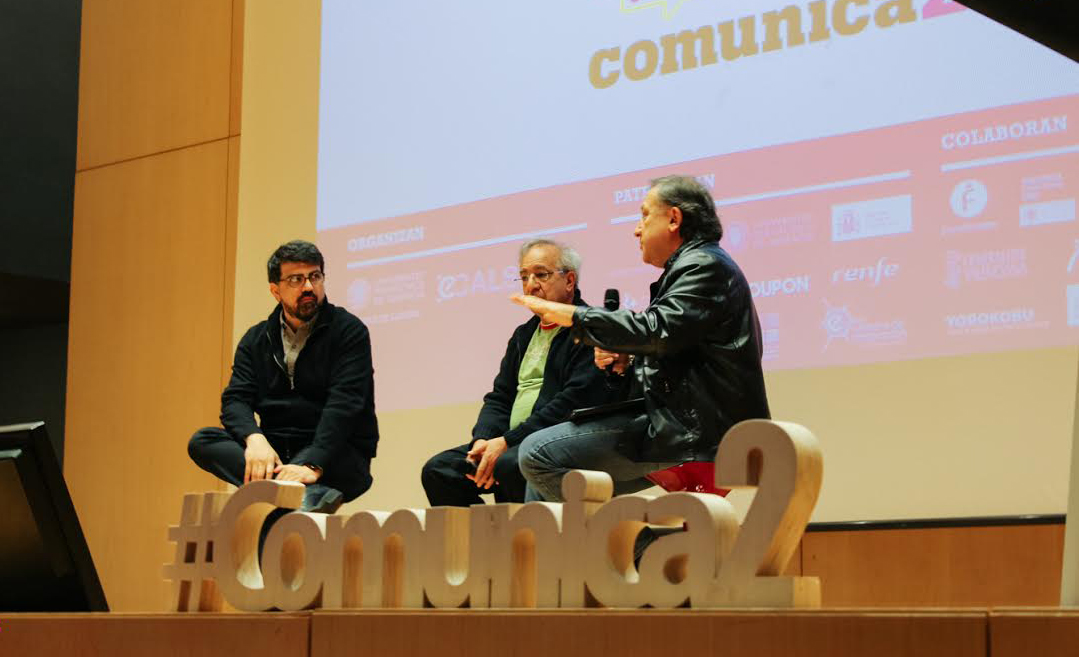
Genís Roca, Alejandro Piscitelli y Carlos Alberto Scolari en un debate de Comunica2

Comunica2 (anteriormente Comunica2.0) es un congreso internacional anual sobre redes sociales, comunicación y marketing digital organizado por el Campus de Gandia en Universitat Politècnica de València. El evento ha reunido en sus 7 ediciones a profesionales de las redes sociales y expertos en comunicación y marketing digital, así como a periodistas y expertos en la redacción y la corrección de textos para Internet.
Por su condición de congreso universitario, además de los talleres y ponencias, acoge todos los años la presentación de comunicaciones científicas y profesionales. El congreso cuenta con un comité científico formado por docentes de diversas universidades españolas y latinoamericanas y profesionales de la comunicación. Asimismo, cuenta con un comité de honor formado por representantes de la Universitat Politècnica de València, el Ayuntamiento de Gandía y la Fundación del Español Urgente, la Fundéu.

## Localización
El congreso se celebra en la localidad de Gandia, en el Campus de la Universitat Politècnica de València, desde el año 2010.

## Congresos celebrados
- Primera edición (2010)[7]
- Segunda edición (2011)[8]
- Tercera edición (2013): Escribir en internet[9]
- Cuarta edición (2014)[10]
- Quinta edición (2015)[11]
- Sexta edición (2016)[12]
- Séptima edición (2017)[13]

## Congresos futuros
- Octava edición (15 y 16 de febrero de 2018)

## Premios
En el año 2017, el Comunica2 ha recibido dos premios por su temática, trayectoria y estrategia:
- I Premios del Turismo de Gandia, celebrados el 29 de marzo de 2017. Comunica2 fue premiado en el apartado "Turismo de congresos - Gandia Convention Bureau".[14]
- I Festival Internacional de Publicidad Educativa Educafestival. Se celebró el 9 de junio de 2017 en Caixaforum Madrid en una gala presentada por Olga Viza, Luis Larrodera y Jorge Luengo. Dentro de la categoría "Universidad", Comunica2 se llevó dos premios:
  - Mejor audiovisual por el spot de la VII edición del congreso.[15] El anuncio fue grabado en el Palacio Ducal de Gandia por alumnos del Campus de Gandia (Jairo González, Saray Cerro, Anna Albi, Clara López, Christian González, Ana Peiró, Ana Lacruz, Arnau Muria, Francesc Bosch, Carlos Maestre, Mar García, Verónica Rosario, Alberto García, Anna Albi, Adrián Gausach).
  - Mejor estrategia branded content.